# عاشق (فیلم ۲۰۲۳)
عاشق (انگلیسی: Aseq) فیلم هندی دلهره‌آور ترسناک هندی-زبان است که در سال ۲۰۲۳ به نمایش گذاشته شد، کارگردانی و نویسندگی این فیلم را ساریم مومین بر عهده داشت که تحت نشان جیو استودیوز ساخته شد. بازیگران اصلی واردان پوری، سونالی سیگال و سیدهانت کاپور هستند. فیلم عاشق در روز ۲۳ ژوئن ۲۰۲۳ از طریق خدمات رسانه اینترنتی جیوسینما به نمایش درآمد.